# Нерга
Нерга — река в России, протекает по Мышкинскому району Ярославской области. Устье реки находится в 37 км по правому берегу реки Катка от её устья. Длина реки составляет 14 км.
Сельские населённые пункты около реки: Савино, Борисовка, Сопино, Кривцево, Глазово, Воскресенское, Чириково, Рождествено, Кологривцево, Малое Поповичево, Мерга.

## Данные водного реестра
По данным государственного водного реестра России относится к Верхневолжскому бассейновому округу, водохозяйственный участок реки — Волга от Угличского гидроузла до начала Рыбинского водохранилища, речной подбассейн реки — бассейны притоков (Верхней) Волги до Рыбинского водохранилища. Речной бассейн реки — (Верхняя) Волга до Куйбышевского водохранилища (без бассейна Оки).
Код объекта в государственном водном реестре — 08010100912110000004505.